# Trygve Reenskaug
Trygve M. H. Reenskaug, né le 21 juin 1930 à Bærum et mort le 14 juin 2024 à Oslo, est un informaticien norvégien et professeur émérite de l'Université d'Oslo, inventeur du modèle de conception Modèle-Vue-Contrôleur (MVC).